# Sabine Heusdens
Sabine Heusdens (Rotterdam, 28 januari 1988) is een Nederlandse handbalster die uitkomt in de Duitse Handbal-Bundesliga voor HSG Bad-Wildungen. Na het seizoen 2019/2020 zou ze haar loopbaan beëindigen. Door een zware blessure van Vanessa Magg heeft HSG Bad-Wildungen echter voor het seizoen 2020/21 weer een beroep gedaan op Heusdens.